# Hôtel de Simon Renard
L'hôtel de Simon Renard est un hôtel particulier situé 14 rue Simon Renard (ancienne section de la rue des Boucheries, débaptisée en 2014) à Vesoul, dans la Haute-Saône.
Il aurait appartenu a Simon Renard, ambassadeur et conseiller de Charles Quint.

## Histoire

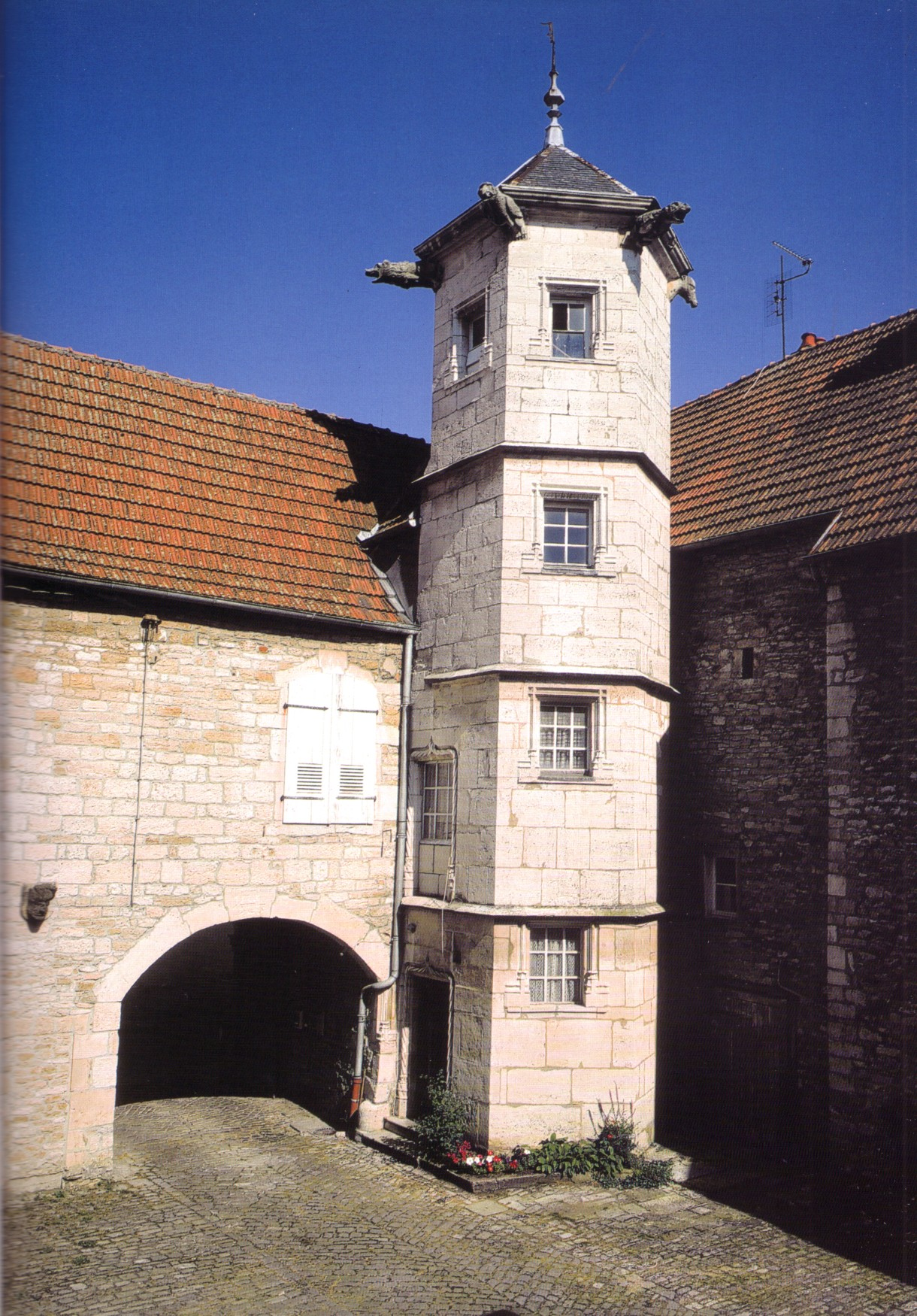
La tour de l'hôtel.

L'hôtel de Simon Renard est l'un des plus anciens bâtiments de la ville. Il fut construit en 1525 et a subi des rénovations en 1784.

## Architecture
Sa structure se compose d'une tour avec des bâtiments sur les côtés. On y remarque une façade en pierre de taille accompagné d'un porche. Ce porche détient des ornements sculptés. Dans la cour de l'hôtel, on trouve une tour remarquable accompagnée de différents ornements originaux.